# Hangman Island
Hangman Island (auch Hayman’s Island, Hangamn Island oder Hangmans Island) ist eine Insel im Boston Harbor. Sie liegt in der Quincy Bay 7 mi (11,3 km) vom Bostoner Stadtzentrum entfernt auf dem Gebiet des Bundesstaats Massachusetts der Vereinigten Staaten. Hangman Island verfügt über eine dauerhafte Fläche von ca. 0,45 Acres (0,2 ha), die durch ein Watt je nach Tidenhub temporär um bis zu 5,5 Acres (2,2 ha) vergrößert wird. Die Insel gehört zu Quincy und ist Teil der Boston Harbor Islands National Recreation Area.
Hangman Island ist geologisch gesehen ein Aufschluss aus Granit und Schiefer. In der Kolonialzeit wurde die damals noch wesentlich größere Insel als Steinbruch genutzt.